# モイアーノ
モイアーノ（イタリア語: Moiano）は、イタリア共和国カンパニア州ベネヴェント県にある、人口約4,100人の基礎自治体（コムーネ）。

## 地理

### 位置・広がり
ベネヴェント県のコムーネ。県都ベネヴェントから西南西へ21kmの距離にある。

#### 隣接コムーネ
隣接するコムーネは以下の通り。括弧内のCEはカゼルタ県所属を示す。
- アイローラ
- アリエンツォ (CE)
- ブッチャーノ
- フォルキア
- サンターガタ・デ・ゴーティ
- トッコ・カウディオ